# جورج رينتز

جورج س. رينتز

جورج س. رينتز (.George Snavely Rentz,Jr)، (من 10 إبريل 1912 حتى 22 ديسمبر 1987) هو باحث ومستعرب ورائد من رواد شركة الزيت العربية الأمريكية (أرامكو) حيث عمل فيها من عام 1946 حتى 1963، وهو مؤسس قسم الأبحاث والترجمة في إدارة العلاقات الحكومية بأرامكو.

## سيرته
ولد جورج س. رينتز في ويلش رَن (Welsh Run) بولاية بنسلفانيا في 10 أبريل 1912م وهو الابن الأكبر من بين أربعة أبناء لوالده جورج س. رينتز الأب (George Snavely Rentz, Sr [الإنجليزية]) القائد البحري والقسيس الأمريكي الشهير. في عام 1928 تخرج ريتز من ثانوية بينساكولا في فلوريدا (Pensacola High School [الإنجليزية]) ودرس الهندسة في معهد جورجيا التقني ثم انتقل مع أسرته إلى الفلبين التي نُقِلت خدمات والده إليها، حيث عاش رينتز هناك من عام 1930 حتى 1932 أنهى خلالها دراسة الرياضيات في جامعة الفلبين (University of the Philippines Manila [الإنجليزية]).
في طريق العودة للولايات المتحدة، وفي أثناء مروره بمنطقة الشرق الأوسط (قناة السويس) عام 1932، قَبِـل رينتز وبحماس أن يعمل مدرساً لمدة 3 سنوات في إحدى مدارس الأولاد في مدينة حلب السورية. عاد رينتز بعدها للولايات المتحدة في عام 1935 والتحق بجامعة كاليفورنيا، بركلي حيث حصل منها على شهادة البكالوريوس في التاريخ الأوروبي عام 1937 ودرجة الماجستير عام 1938 في تاريخ مصر في القرن الرابع عشر، كما درس هناك اللغة العربية على يد المستشرق الأمريكي وليام بوبر (William Popper).
تسبب دخول الولايات المتحدة الأمريكية كطرف في الحرب العالمية الثانية في تعطل دراسة رينتز اثناء تحضيره لنيل شهادة الدكتوراة، ولكن إصابته بثقل السمع جعلت أمر قبوله للالتحاق بالجيش الأمريكي أمراً صعب المنال، لذلك تم تعيينه في وظيفة مدنية في مكتب معلومات الحرب (OWI [الإنجليزية]) في القاهرة عام 1942 حيث عمل هناك كرئيس لقسم الأبحاث والترجمة. في القاهرة تعرف رينتز على زوجته القبطية صوفيا بصيلي وتزوجها عام 1944.

## عمله مع أرامكو

جورج رينتز وخميس بن رمثان في مكتبه ومعهما اثنان من الادلاء من المنطقة الجنوبية يجمع منهما معلومات عن الاماكن التي تعمل فيها أرامكو.

بعد نهاية الحرب العالمية الثانية عينت أرامكو جورج رينتز كمترجم في قسم الأبحاث والترجمة بشكل مؤقت ولكن فترة عمله طالت وامتدت حتى انتهى به المطاف إلى ان عمل مع أرامكو لمدة 17 عاماً، فقد عُين رينتز في عام 1946 كمدير لقسم الأبحاث والترجمة في إدارة العلاقات الحكومية، وأصبح له تأثيراً كبيراً على سياسات أرامكو التي تحكم علاقتها بموظفيها السعوديين وبموظفي الحكومة السعودية الذين تتعامل معهم، وذلك فيما يتعلق بأمور الدين والثقافة والاعراف.
في فترة عمله مع أرامكو قام رينتز بتوثيق التاريخ الشفوي للقبائل البدوية ونشر سلسلة من كتيبات أرامكو Aramco Handbooks وهي المطبوعات التي تصدرها أرامكو كأدلة لموظفيها الغربيين عن ديانة وثقافة وأعراف المملكة العربية السعودية ونشرت فيما بعد للتوزيع العام مثل كتيب جزيرة ابن سعود The Arabia of Ibn Sa'ud. في عام 1948 أنهى رينتز أطروحته عن الحركة الوهابية في المملكة العربية السعودية وهي أطروحة شهادة الدكتوراة التي حصل عليها من جامعة كاليفورنيا، بركلي. في الخمسينات أنجز رينتز مع زميله وليام موليجان بعض من أهم الدراسات التي خرجت من قسم الابحاث والترجمة في أرامكو:
• الروافد الشرقية لمنطقة الاحساء The Eastern Reaches of al-Hasa Province
• عمان والساحل الجنوبي للخليج الفارسي Oman and the Southern Shore of the Persian Gulf
في عام 1954 عين رينتز مستشاراً لشركة أرامكو للشؤون العربية مكرساً أغلب وقته لقضية الخلاف الحدودي بين السعودية وبريطانيا العظمى حول منطقة البريمي. تقاعد رينتز من أرامكو في عام 1963 والتحق بجامعة ستانفورد حيث أصبح هناك أميناً لقسم الشرق الأوسط في مكتبة هوفر Hoover Institution [الإنجليزية] حيث عمل على توسعة المجموعات العربية والتركية والفارسية في المكتبة وكان بجانب ذلك يلقي المحاضرات عن الإسلام وعن العلاقات السعودية الروسية وعن دور النفط في سياسات الشرق الأوسط وعن العالم العربي الحديث. في عام 1976 أصبح رينتز عضوا في مركز وودرو ويلسون مركز وودرو ولسون الدولي للعلماء في العاصمة واشنطن ثم باحث مقيم في جامعة جون هوبكينز.
في سنواته الأخيرة عاد رينتز مرة أخرى لجامعة ستانفورد ليعمل على إنجاز كتابه عن ابن سعود ولكن المرض لم يمهله لعمل ذلك، فبعد مرض طويل توفي جورج رينتز في 22 ديسمبر 1987 في كاليفورنيا وخلف ورائه زوجته صوفيا وبناته الثلاث مورين وتانيا وجانين.

## أوراقه
تتكون مجموعة أوراق رينتز من صندوقين كلاهما بطول 3 اقدام وتحتوى المجموعة على مراسلات وصور ومطبوعات. ومع ان غالبية وثائق المجموعة هي باللغة الإنجليزية الا انها تحتوي على كمية معتبرة من الوثائق باللغة العربية من ضمنها منشورات دعائية لمنظمة التحرير الفلسطينية في الستينات ورسائل لبعض المسؤولين السعوديين. تمثل دفاتر الملاحظات والمواعيد الخاصة برينتز الشيء الشخصي الوحيد في المجموعة، فغالبية مواضيع أوراق المجموعة هي عن تطور وتوسع شركة أرامكو وسياساتها، حيث توفر المجموعة مادة من المصادر الأولية والثانوية عن تاريخ شركة الزيت العربية الأمريكية وسياسات البترول والعلاقات الأمريكية السعودية وعن الثورة الفلسطينية.
يمكن تقسيم المجموعة إلى ثلاثة اجزاء كل جزء منها يعكس صفة من صفات رينتز، صفته كباحث وصفته كمستعرب وصفته كرائد من رواد أرامكو:
فهو كباحث قد قام بتأليف العديد من المقالات والكتب والتدوينات الموسوعية التي تتعلق بتاريخ وثقافة وتطور المملكة العربية السعودية، كما حافظ على اتصالاته مع أساتذة الجامعات حول العالم فيما يتعلق بابحاثه، وبعد تقاعده من أرامكو والتحاقه بهيئة التدريس في جامعة ستانفورد اهتم رينتز بالصراعات الحديثة في العالم العربي وخصوصاً الصراع العربي الإسرائيلي. فإضافة إلى الصحف والمواد الدعائية لحركة فتح (حركة التحرير الوطني الفلسطينية) تتضمن المواد المطبوعة في مجموعة رينتز من خطب وبيانات صحفية ومطبوعات لياسر عرفات، جمال عبد الناصر، الملك سعود والملك فيصل.
أما بصفته كمستعرب متحمس فتضم مجموعته خرائط ومقالات وصور تساعد الباحثين في رسم صورة للخط الزمني لتطور العالم العربي منذ بداية الثلاثينات حتى حقبة التحديث في السبعينات. ومن الأشياء التي لها أهمية خاصة هي مجموعة الصور الكبيرة التي توثق لحملة مكافحة الجراد في السعودية عام 1945 وصور من رحلات رينتز عام 1932 لسورية ومصر واريتريا وتونس.
وأخيراً فيما يتعلق بدوره الكبير في تطور شركة الزيت العربية الأمريكية، فتزودنا مجموعة مراسلاته بنافذة على الأعمال اليومية للشركة وتكشف لنا عن الطموحات الكبيرة التي كانت لرجال البترول الأمريكيين والإنجليز وعن الدور الحساس الذي شغلوه في تلك المرحلة من تاريخ العالم العربي التي تميزت بالتحولات الكبرى.
تحتوي المجموعة على رسائل من وإلى أعلام شركة أرامكو مثل توماس بارغر (توماس بارجر) فلويد اوليجر (Floyd W. Ohliger)، وليام موليجان وهومر مولر (Homer C. Mueller) الذي كان يعمل لصالح وكالة المخابرات المركزية. احتفظ رينتز كذلك بعدد كبير من أعداد صحيفة أرامكو الأسبوعية Sun & Flare وكذلك وصف مطبوع لرحلة الـ 16 ألف ميل التي قام بها أحد موظفي أرامكو حول أمريكا الشمالية عام 1949 بصحبة حفيد وزير المالية السعودي عبد الله بن سليمان الحمدان. كذلك تحتوي مجموعته على الكتيب التذكاري ومجموعة من الصور الفوتوغرافيه للفرقاطة الأمريكية يو إس إس رينتز (U.S.S. Rentz) التي سميت باسم والده.
يحتفظ قسم المجموعات الخاصة في مكتبة جامعة جورجتاون بمجموعة أوراق جورج س. رينتز حيث حصل عليها القسم من ابنته تانيا رينتز عام 2007، والجدير بالذكر ان المكتبة تحتفظ ايضاً بمجموعة أوراق زميله وخليفته على قسم الترجمة والابحاث في أرامكو وليام إي. موليجان.

## وصلات خارجية
• مجلة الأيام الجميلة Al-Ayyam Al=Jamyla عدد: سبتمبر 1963 حيث نشرت فيها نبذة (صفحتي 5,4) عن جورج رينتز بمناسبة تقاعده من أرامكو تلك السنة.
• أرشيف مجلة الأيام الجميلة Al-Ayyam Al=Jamyla من عام 1956 حتى الآن.
• أرشيف صحيفة أرامكو الأسبوعية Sun & Flare من عام 1945م حتى 1966م من موقع Aramco Expats.
• أرشيف أعداد مجلة Aramco World من 1960 حتى الآن.